# Wandance
Wandance (jap. ワンダンス WonDance) ist eine Manga-Serie von coffee, die seit 2019 in Japan erscheint. Die Geschichte über einen Jungen Hip-Hop-Tänzer in Japan wurde ins Deutsche und Englische übersetzt.

## Inhalt
Bisher war Kaboku Kotani in sich gekehrt, hat sich stets nach anderen gerichtet, sich angepasst, ohne eigene Initiative zu ergreifen oder eigenen Wünschen zu folgen. Da er stottert, traute er sich auch selten, das Wort zu ergreifen. Als er jedoch an die Oberschule kommt, beobachtet er seine zierliche Mitschülerin Hikari Wanda beim Tanzen und wird erstmals inspiriert. Er tritt dem Hip-Hop-Tanzklub der Schule bei und kommt zum ersten Mal in seinem Leben aus sich heraus. Außerdem nimmt er Wanda und ihren Tanz vor seinen Mitschülern in Schutz, wobei ihm erstmals gelingt, frei zu sprechen. Noch hat er hat keine Ahnung vom Tanzen oder Hip-Hop und muss alles von Grund auf neu lernen. Leidenschaftlich nimmt er die Herausforderung an und bereitet sich schon bald auf den ersten Wettbewerb vor. Gemeinsam mit Wanda soll er beim Schulwettbewerb seine Oberschule vertreten. Dabei muss er sich mit dem früheren Mitschüler und talentierten Tänzer Iori vergleichen lassen, der dieses Mal nur als Zuschauer dabei ist.

## Entstehung und Veröffentlichung
Die Künstlerin hat Hip-Hop für ihre Geschichte ausgewählt, da sie das Thema selbst schon in ihrer Jugend in Mangas vermisst hat. Als sie dann mit etwa 28 Jahren eine neue Serie konzipierte, griff sie dieses Gefühl auf und wollte dem Mangel selbst abhelfen. Sie hat auch persönliche Erfahrung mit Tanz in verschiedenen Stilen, die sie in den Manga einbringt. Zusätzlich befragt sie Tänzerinnen und Tänzer, verwendet Fotos und Videos von Auftritten oder nimmt selbst Posen auf und skizziert diese. Die Kapitel für die Serie entstehen in einem monatlichen Rhythmus. Storyboards und Skizzen entstehen mit Bleistift oder Kugelschreiber, die Zeichnungen werden auf einem Tablet oder am PC mit Clip Studio angefertigt.
Die Serie wird seit Januar 2019 in Einzelkapiteln im Magazin Afternoon veröffentlicht. Dessen Verlag Kodansha bringt die Kapitel seit Mai 2019 auch gesammelt in bisher 13 Bänden heraus (Stand August 2024).
Eine deutsche Fassung erscheint seit Oktober 2022 in bisher zwölf Bänden bei Manga Cult, übersetzt von Rahel Niedermann (Stand April 2025). Auf Englisch wird der Manga von Kodanshas Ableger in den USA veröffentlicht.